# Siergiej Judin (szachista)
Siergiej Andriejewicz Judin, ros. Сергей Андреевич Юдин (ur. 10 czerwca 1986 w Nowosybirsku) – rosyjski szachista, arcymistrz od 2009 roku.

## Kariera szachowa
Wielokrotnie startował w mistrzostwach Rosji juniorów w różnych kategoriach wiekowych. W 2003 r. podzielił II m. (za Andriejem Biełozierowem, wspólnie z m.in. Dmitrijem Boczarowem) w jednym z eliminacyjnych turniejów Pucharu Rosji, rozegranym w Tomsku. W 2004 roku reprezentował Rosję na mistrzostwach Europy oraz świata juniorów w kategorii do 18 lat. W 2006 r. podzielił I m. (wspólnie z m.in. Antonem Szomojewem) w Nowokuźniecku oraz wypełnił pierwszą normę na tytuł arcymistrza, podczas memoriału Michaiła Czigorina w Petersburgu. Kolejne dwie normy uzyskał w Niżnym Tagile (2008, I m.) oraz Moskwie (2009). W 2009 r. zwyciężył również w otwartym turnieju w Irkucku.
Najwyższy ranking w dotychczasowej karierze osiągnął 1 lipca 2009 r., z wynikiem 2599 punktów zajmował wówczas 43. miejsce wśród rosyjskich szachistów.